# Prozessführungsbefugnis
Prozessführungsbefugnis, auf Klägerseite auch Klagebefugnis genannt, ist das Recht, einen Gerichtsprozess über ein behauptetes Recht als die richtige Partei im eigenen Namen zu führen. Sie steht in der Regel demjenigen zu, der die Sachbefugnis innehat.
Die Prozessführungsbefugnis ist eine Zulässigkeitsvoraussetzung für den Zivilprozess und die an die Zivilprozessordnung anknüpfenden Prozessordnungen, beispielsweise gem. § 42 Abs. 2 VwGO. Sie muss vom Kläger schlüssig behauptet werden bzw. wird nach der Möglichkeitstheorie von Amts wegen geprüft. Fehlt sie, wird die Klage bereits durch Prozessurteil als unzulässig abgewiesen. Dies geschieht, um so genannte Popularklagen auszuschließen, also Klagen, bei denen ein Unbeteiligter ein Recht geltend machen will, welches einem Anderen zusteht.
Der Zusammenhang von Prozessführungsbefugnis und Sachbefugnis geht auf das römisch-rechtliche Actionensystem zurück, in dem materielles Recht und Prozessrecht eng miteinander verbunden waren.
Die Prozessführungsbefugnis steht im Regelfall dem Kläger zu, der schlüssig behauptet, ein eigenes Recht innezuhaben und dieses auch in eigenem Namen geltend macht. Berühmt sich der Kläger im eigenen Namen eines eigenen Rechts, ist er zur Führung des Prozesses jedenfalls befugt. Die Richtigkeit seiner Behauptung unterliegt dagegen dem Beweisrecht und ist nicht mehr Frage der Zulässigkeit der Klage, sondern deren Begründetheit.
Fallen Prozessführungs- und Sachbefugnis auseinander, spricht man von Prozessstandschaft.